# Station d'épuration des eaux usées New Delta
La station d'épuration des eaux usées de New Delta ( arabe : محطة الدلتا الجديدة لمعالجة المياه) est une station d'épuration des eaux usées située à El Dabaa, dans le gouvernorat de Matrouh, en Égypte. Il s’agit de la plus grande station d’épuration des eaux usées au monde.

## Histoire
La construction de l'usine a été achevée en juin 2023,. La construction a duré au total 24 mois.

## Architecture
La station d'épuration a été conçue par le cabinet d'architectes Elnabarawy Consulting. L'usine s'étend sur une superficie de 32 hectares.

## Spécifications techniques
L'usine a une capacité de traitement des eaux usées s'élevant à 7,5 millions de mètres cubes par jour. Il s'agit à ce jour de la plus grande station d'épuration des eaux usées au monde.

## Aspect financier
La construction de l'usine a nécessité un coût d'investissement de 522 millions de dollars américains.